# Lauri Kettunen
Lauri Kettunen (* 12. Februar 1905 in Kamennogorsk; † 15. August 1941 in Kestenga) war ein finnischer Moderner Fünfkämpfer und Fechter.
Kettunen nahm an den Olympischen Sommerspielen 1928 in Amsterdam im Modernen Fünfkampf und im Degenfechten teil.
Bei den Olympischen Sommerspielen 1936 Berlin trat er nur im Modernen Fünfkampf, wo er den 14. Rang belegte, an. 1941 wurde er Vorsitzender des nationalen Basketballverbands Suomen Koripalloliitto. Er diente als Major während des Zweiten Weltkriegs. Am 15. August 1941 starb er beim Unternehmen Silberfuchs in Kestenga.